# Coupe d'Asie des nations de football 2027
Navigation
Qatar 2023 Coupe d'Asie 2031
La Coupe d'Asie des nations de football de 2027 est la dix-neuvième édition de la Coupe d'Asie des nations. Elle se tiendra de janvier à février 2027.

## Désignation du pays organisateur
Plusieurs pays proposent leurs candidatures pour l'édition 2027 à la date limite du 30 juin 2020 : Le Qatar, l'Iran, l’Inde, l'Arabie Saoudite, l'Ouzbékistan. Le 30 octobre les cinq pays ont donné à l'AFC leur lettres d'engagement et ont jusqu'au 18 décembre 2020 pour remettre leur dossier de candidatures.
A deux jours des remises des dossiers de candidature, l'Ouzbékistan annonce qu'il retire sa candidature, et sera suivi des trois autres candidats : Le Qatar (qui a obtenu l'organisation de l'édition 2023) et l'Iran le 17 octobre 2022, et le 5 décembre 2022 l’Inde, laissant l'Arabie Saoudite dernier candidat pour l'organisation dont l'annonce du pays hôte sera annoncé lors du congrès de l'AFC en février 2023.
| Résultats                        | Résultats |
| Nation                           | Votes     |
| -------------------------------- | --------- |
| Arabie Saoudite                  |           |
| Abstention ou aucune candidature |           |
| Total des votes                  |           |

## Équipes qualifiées

Équipes qualifiées
Des équipes dont le processus de qualification n'a pas encore été décidé
Les équipes n'ont pas réussi à se qualifier
Pas membre de l'AFC

Le 1er août 2022 l'AFC annonce les qualifications pour la Coupe du monde 2026 et la Coupe d'Asie des nations 2027 dont les deux premiers tours sont conjoints entre les deux compétitions et qu'une 47e nation : les îles Mariannes du Nord pourront prendre part aux qualifications.
- Premier tour : Les vingt-deux équipes de l'AFC classées de la 26e à la 47e place de la zone selon le classement Classement FIFA se rencontrent en matchs aller et retour. Les 11 vainqueurs des confrontations se qualifient pour le deuxième tour.
- Deuxième tour : Les équipes restantes de l'AFC (classées de la 1re à la 25e place de la zone selon le classement FIFA) et les onze qualifiées du premier tour sont réparties en neuf groupes de quatre équipes et s'affrontent en matchs aller-retour. Les deux premiers de chaque groupe se qualifient pour le troisième tour des éliminatoires de la Coupe du monde et se qualifient pour la Coupe d'Asie 2027.
- Tour de Barrage : Les 6 moins bonne équipes du premier tour s'affrontent en matchs aller et retour. Les trois vainqueurs se qualifient pour le tour final des qualifications de la Coupe d'Asie.
- Tour Final : Les troisièmes et quatrièmes de groupe du deuxième tour, les trois meilleurs perdant du premier tour et les trois vainqueurs du Tour de Barrage sont répartis dans six groupes de quatre équipes. Le vainqueur de chaque groupe se qualifie pour la Coupe d'Asie.

| Pays                                     | Date de qualification | Participations                                                                                  | Meilleur résultat                        | Dernière participation (résultat obtenu) |
| ---------------------------------------- | --------------------- | ----------------------------------------------------------------------------------------------- | ---------------------------------------- | ---------------------------------------- |
| Arabie saoudite PO                       | 1er février 2023      | +11, (1984, 1988, 1992, 1996, 2000, 2004, 2007, 2011, 2015, 2019, 2023)                         | Vainqueur (3) · (1984, 1988, 1996)       | 2023 (Huitième de finale)                |
| Iran Groupe E - 1re place                | 26 mars 2024          | +15, (1968, 1972, 1976, 1980, 1984, 1988, 1992, 1996, 2000, 2004, 2007, 2011, 2015, 2019, 2023) | Vainqueur (3) · (1968, 1972, 1976)       | 2023 (Demi-finale)                       |
| Australie Groupe I - 1re place           | 26 mars 2024          | +5, (2007, 2011, 2015, 2019, 2023)                                                              | Vainqueur (1) · (2015)                   | 2023 (Quart de finale)                   |
| Irak Groupe F - 1re place                | 26 mars 2024          | +10, (1972, 1976, 1996, 2000, 2004, 2007, 2011, 2015, 2019, 2023)                               | Vainqueur (1) · (2007)                   | 2023 (Huitième de finale)                |
| Émirats arabes unis Groupe H - 1re place | 26 mars 2024          | +11, (1980, 1984, 1988, 1992, 1996, 2004, 2007, 2011, 2015, 2019, 2023)                         | Finaliste (1) · (1996)                   | 2023 (Huitième de finale)                |
| Ouzbékistan Groupe E - 2e place          | 26 mars 2024          | +8, (1996, 2000, 2004, 2007, 2011, 2015, 2019, 2023)                                            | Demi-finale 4e (1) (2011)                | 2023 (Quart de finale)                   |
| Qatar Groupe A - 1re place               | 26 mars 2024          | +11, (1980, 1984, 1988, 1992, 2000, 2004, 2007, 2011, 2015, 2019, 2023)                         | Vainqueur (2) · (2019, 2023)             | 2023 · ( Vainqueur)                      |
| Japon Groupe B - 1re place               | 2 avril 2024          | +10, (1988, 1992, 1996, 2000, 2004, 2007, 2011, 2015, 2019, 2023)                               | Vainqueur (4) · (1992, 2000, 2004, 2011) | 2023 (Quart de finale)                   |
| Corée du Sud Groupe C - 1re place        | 6 juin 2024           | +15, (1956, 1960, 1964, 1972, 1980, 1984, 1988, 1996, 2000, 2004, 2007, 2011, 2015, 2019, 2023) | Vainqueur (2) · (1956, 1960)             | 2023 (Demi-finale)                       |
| Oman Groupe D - 1re place                | 6 juin 2024           | +6, (2004, 2007, 2011, 2015, 2019, 2023)                                                        | Huitième de finale (1) (2019)            | 2023 (1er tour)                          |
| Palestine Groupe I - 2e place            | 6 juin 2024           | +3, (2015, 2019, 2023)                                                                          | Huitième de finale (1) (2023)            | 2023 (Huitième de finale)                |
| Jordanie Groupe G - 1re place            | 6 juin 2024           | +5, (2004, 2011, 2015, 2019, 2023)                                                              | Finaliste (1) · (2023)                   | 2023 · ( Finaliste)                      |
| Bahreïn Groupe H - 2e place              | 6 juin 2024           | +7, (1988, 2004, 2007, 2011, 2015, 2019, 2023)                                                  | Demi-finale 4e (1) (2004)                | 2023 (Huitième de finale)                |
| Chine Groupe C - 2e place                | 11 juin 2024          | +13, (1976, 1980, 1984, 1988, 1992, 1996, 2000, 2004, 2007, 2011, 2015, 2019, 2023)             | Finaliste (2) · (1984, 2004)             | 2023 (1er tour)                          |
| Indonésie Groupe F - 2e place            | 11 juin 2024          | +5, (1996, 2000, 2004, 2007, 2023)                                                              | Huitième de finale (1) (2023)            | 2023 (Huitième de finale)                |
| Corée du Nord Groupe B - 2e place        | 11 juin 2024          | +5, (1980, 1992, 2011, 2015, 2019)                                                              | Demi-finale 4e (1) (1980)                | 2019 (1er tour)                          |
| Koweït Groupe A - 2e place               | 11 juin 2024          | +10, (1972, 1976, 1980, 1984, 1988, 1996, 2000, 2004, 2011, 2015)                               | Vainqueur (1) · (1980)                   | 2015 (1er tour)                          |
| Kirghizistan Groupe D - 2e place         | 11 juin 2024          | +2, (2019, 2023)                                                                                | Huitième de finale (1) (2019)            | 2023 (1er tour)                          |
| Groupe A - 1re place                     | mars 2026             |                                                                                                 |                                          |                                          |
| Groupe B - 1re place                     | mars 2026             |                                                                                                 |                                          |                                          |
| Groupe C - 1re place                     | mars 2026             |                                                                                                 |                                          |                                          |
| Groupe D - 1re place                     | mars 2026             |                                                                                                 |                                          |                                          |
| Groupe E - 1re place                     | mars 2026             |                                                                                                 |                                          |                                          |
| Groupe F - 1re place                     | mars 2026             |                                                                                                 |                                          |                                          |

Légende :
↵PO : Pays Organisateur
↵T : Tenant du titre

## Villes et stades
Les villes et stades de la seule candidature qui est l'Arabie saoudite.
| \| Riyad Djeddah Dammam \| Ville retenue par l'Arabie Saoudite |
| Riyad Djeddah Dammam                                           |

| Riyad Djeddah Dammam |